# Bank Spółdzielczy w Jabłonce
Bank Spółdzielczy w Jabłonce – bank spółdzielczy z siedzibą w Jabłonce, powiecie nowotarskim, województwie małopolskim, w Polsce. Bank zrzeszony jest w Grupie Banku Polskiej Spółdzielczości S.A.

## Historia
7 października 1928 z inicjatywy proboszcza parafii św. Marcina w Podwilku ks. Jana Góralika oraz nauczyciela Szkoły Powszechnej nr 1 im. Królowej Jadwigi w Podwilku Wojciecha Lorencowicza powstała Kasa Stefczyka w Podwilku. Założyło ją 24 mieszkańców Podwilka, Podsarnia i Harkabuza założyło Kasę Stefczyka z siedzibą w Podwilku. Do 1939 r. księgowość i sekretariat Kasy prowadził W. Lorencowicz.
Podczas okupacji słowackiej w latach 1939 - 1945 Kasa działała, podlegając Ústrednému družstvu w Bratysławie.
W 1949 reforma bankowa wymusiła zmianę nazwy na Gminna Kasa Spółdzielcza w Jabłonce. W 1962 przyjęto nazwę Kasa Spółdzielcza w Jabłonce, a w 1973 zmieniono nazwę na obecną.
Od 1994 Bank był zrzeszony w Małopolskim Banku Regionalnym. Od 2002 należy do Grupy Banku Polskiej Spółdzielczości.

## Władze
W skład zarządu banku wchodzą:
- prezes zarządu
- zastępca prezesa zarządu
- członek zarządu.

Czynności nadzoru banku sprawuje 11-osobowa rada nadzorcza.

## Placówki
- centrala w Jabłonce, ul. Krakowska 3
- filie:
  - Lipnica Mała
  - Lipnica Wielka
  - Podwilk
  - Zubrzyca Górna